# TD SYNNEX
TD SYNNEX株式会社（英: TD SYNNEX K.K.）は、東京都江東区東陽6-3-1に本社を置く企業。米TD SYNNEXの日本法人で、主にパーソナルコンピュータを中心とするハードウェアおよびソフトウェア、クラウド・サービス、モバイル関連サービスの卸売を行う。

## 概要
前身は1962年に電子機器と部品の販売を目的として関東電子機器販売で、1983年により東証二部に上場していた。その後2007年に丸紅の完全子会社化、2010年12月にSYNNEXグループに全株式譲渡がなされる。米国SYNNEXがTech Dataと2021年9月1日に合併してTD SYNNEX Corporationとなったことに伴い、2022年1月1日にTD SYNNEX株式会社に社名を変更した。
なお、かつて存在した「株式会社シネックス」とは別会社である。同社は1995年に米シネックス社の関係会社として設立され、2005年にMCJが子会社化。2012年にテックウインド株式会社となっている。

## 沿革
- 1962年（昭和37年）10月 - 東京都千代田区に「関東電子機器販売株式会社」として設立。電子機器および部品の販売を目的とした[5]。
- 1965年（昭和40年）9月 - 東京都千代田区に「東京電子科学機材株式会社」を設立。電子部品販売を強化[5]。
- 1982年（昭和57年）6月 - 東京都千代田区に「ロジテック株式会社」を設立。パソコン周辺機器の開発・製造を担当[5]。
- 1983年（昭和58年）1月 - 商号を「関東電子株式会社」に変更[5]。
- 1984年（昭和59年）6月 - 東京都千代田区に「シスペック株式会社」を設立。パソコンの小売を担当[5]。
- 1989年（平成元年）4月 - 丸紅に経営権を取得される[5]。
- 1991年（平成3年）6月 - 東京電子科学機材を統合[5]。
- 1996年（平成8年）1月 - 「ケー・イー・ロジスティクス株式会社」を設立。物流を担当[5]。
- 1998年（平成10年）6月 - 東京証券取引所二部に新規上場[5]。
- 2000年（平成12年）2月 - 本社を東京都台東区に移転[5]。
- 2001年（平成13年）
  - 3月 - シスペックを解散[5]。
  - 10月 - 商号を丸紅インフォテック株式会社に変更[5]。
- 2004年（平成16年）
  - 8月 - 本社を東京都千代田区に移転[5]。
  - 10月 - 株式会社コンピュータウェーブ[注 1]と合併[5]。
  - 12月 - ロジテックの全株式をエレコム株式会社に譲渡[5]。
- 2007年（平成19年）
  - 10月 - トランスコスモスに運営を委託していたECサイト「@SOLAショップ」に対する日本国外からの不正アクセスがあったことを公表[7]。会員1万3千人余りの個人情報が漏洩した痕跡が2005年から22回発見された。SQLインジェクションとアクセス制御の突破を許したことによるもので、トランスコスモスのセキュリティ対策に不備があり、丸紅インフォテック側も対策を過信していたと陳謝した[8]。
  - 11月 - 丸紅による完全子会社化により上場廃止[5]。
- 2009年（平成21年）6月 - 本社事務所を東京都江東区に移転。
- 2010年（平成22年）12月 - 丸紅が保有株式すべてを米シネックスグループに譲渡し、商号をシネックスインフォテック株式会社に変更[9]。
- 2018年（平成30年）12月 - 商号をシネックスジャパン株式会社に変更[9]。
- 2022年（令和4年）1月 - 商号をTD SYNNEX株式会社に変更[10]。

## 事業所
出典による。
- 本社 - 東京都港区芝浦3丁目1−1 msb Tamachi 田町ステーションタワーN 21階
- 中部セールスオフィス - 愛知県名古屋市中区錦1-5-11　名古屋伊藤忠ビル4階
- 関西オフィス - 大阪府大阪市北区梅田1丁目12-17　リージャス梅田スクエアビジネスセンター内
- 福岡セールスオフィス - 福岡県福岡市博多区博多駅中央街8-1　リージャスJRJP博多ビルビジネスセンター3F
- 東京流通センター・東京業務センター - 千葉県柏市鷲野谷1027-29 丸紅ロジスティクス内
- 大阪流通センター - 大阪府茨木市郡4丁目17-47　NTTロジスコ茨木物流センター2F

## ソリューション・取扱製品・サービス

### ソリューション
出典による。
TD SYNNEX Device as a Subscription (DaaS)
法人向けPCサブスクリプションサービス。PCに加えて、MicrosoftのOfficeライセンスや保険・サポートを一括管理し、毎月定額で利用可能となっている。
ハイブリッドクラウド（NW/セキュリティ含む）
Microsoft Azureなどのクラウドサービスやサーバー製品、その他ネットワークおよびセキュリティ製品を数多く取り扱い、ハイブリッドクラウドのソリューションを提供。
ICT教育ソリューション/GIGAスクール提案
児童・生徒向けに一人一台の学習端末と高速大容量の通信ネットワークを整備するGIGAスクール構想に準拠したパソコンデバイスや充電保管庫、ネットワーク・セキュリティ、クラウドサービスの活用などICT教育ソリューションをサポートしている。
コラボレーション ソリューション
自社でもいち早くテレワークを導入し、そのノウハウ も含め、Microsoft Teamsを中心とした Surface Hub 2S やLogicool Tap、Hoyluなどのコラボレーションツールを利用したワークスタイル変革の提案。

### 取扱い製品とメーカー
出典による。
国内外のメーカーのITソリューションを広範に扱っている（ハイブリッドクラウド/サーバー、ネットワーク/セキュリティ、コラボレーション、クライアントソリューション、ハードウェア/周辺機器、と分類）。
主な取扱いメーカーとして、IBM、AVAYA、Aruba、WatchGuard、ASUS、EIZO、Extreme Networks、Ergotron、OKI、Google、Seagate、Jabra、Silver Peak、StarTech.com、デル・テクノロジーズ、ヒューレット・パッカード・エンタープライズ（HPE）、HP、マイクロソフト、Barracuda Networks、Fortinet、Micron、モトローラ、レノボ、ロジクールがある。

### サービス
出典による。
ECNex
販売店向けECサイト。
CLOUDSolv
販売店向けクラウドソリューションポータルサイト。
Storefront
エンドユーザー向けクラウドサービスECサイト機能。
nPress
ソフトウェアライセンスECストア。
SERVICESolv
導入から処分までの各種サービスのトータルサポート。
Varnex
TD シネックス、メーカー、販売店により構成される会員制コミュニティ。
Varnex Cloud Community
販売店、メーカー、エンドユーザーにより構成される、マルチクラウドに特化した会員制コミュニティ。

### 受賞・受贈歴
- 2016 Google Cloud Partner Award for Devices Ecosystem Success（2017年3月）
- マイクロソフト ジャパン パートナー オブ ザ イヤー 2017 Distributor アワード（2017年9月）
- Google for Education Appreciation for Excellent Partnership in 2019（2019年11月）
- IBM Japan Excellence Award 2020（2020年2月）
- インテル Highest Revenue Growth for CCG Branded（2021年4月）[16]
- Google for Education Appreciation for Excellent Partnership in 2020（2021年6月）[17]

## 米TD SYNNEXについて

### 米TD SYNNEXの概要
米TD SYNNEX社は、2021年9月1日にSYNNEX社とTech Data社が合併したことにより誕生。米国、欧州、アジア太平洋地域の100カ国以上、IT製品を中心としたディストリビューション、ロジスティクス、ソリューションを提供している。米国フォーチュン100社（2021年60位）に選ばれている。

### 米TD SYNNEXの沿革
出典による。
同社は、2021年9月にSYNNEX社とTech Data社が合併したことにより誕生した。以下では各社の沿革を記述する。
- 1980年 - ロバート・ファンがCompac Microelectronicsを創業。

- 1994年 - CompacからSYNNEXに名称を変更。受託組立サービスを開始。
- 1995年 - 日本法人の株式会社シネックス（現・テックウインド株式会社）を設立。
- 1997年 - Computer-Landを買収。
- 2001年 - カナダのMeriselを買収。
- 2002年 - Gates/Arrow Distributingを買収。メキシコで操業を開始。
- 2003年 - ニューヨーク証券取引所（NYSE）上場。
- 2004年 - EMJとBSA Salesを買収。
- 2005年3月 - 株式会社MCJと資本・業務提携を発表。
- 2005年4月 - 株式会社シネックスを株式会社MCJへ譲渡。
- 2006年 - コンセントリクス社を買収。
- 2007年 - PCWとRGCを買収。
- 2008年 - New Age Electronics社を買収。
- 2010年 - Jack of All Gamesを買収。
- 2011年 - Hyve Solutionsを設立する。丸紅インフォテックを買収し、日本に市場を拡大。
- 2014年 - IBM Customer Care Business社を買収。
- 2017年 - タイガースパイク社を子会社化。
- 2017年 - Westcon-Comstor Americas社を買収。
- 2018年6月 - Convergys社を買収。
- 2020年 - ConcentrixがSYNNEXから分離独立。
- 2021年9月 – Tech Dataと合併。TD SYNNEXとなる。

Tech Data
- 1974年 - エドワード・C・レイマンドがTech Dataを創業。ミニコンピューターやメインフレームのユーザーにデータ処理関連用品を販売。
- 1982年 - PC等のディストリビューション事業（卸売業）を開始。
- 1986年 - NASDAQ に上場。
- 1989年 - ParityPlusを買収。
- 1993年 - 中南米向け事業のためマイアミにて輸出部門を始動。
- 1998年 - ミュンヘンが拠点のComputer 2000 AGを買収。30か国以上に事業を拡大する。
- 2003年 - イギリスが拠点のAzlan Group PLCを買収し、欧州での事業を強化。
- 2008年 - 北欧が拠点のScribonaを買収。
- 2011年 - StreamOne事業を開始。インフォメーションウィーク500の92位にランクされる。
- 2013年 - Brightstarが保有するTDMobilityの50％の株式を取得。
- 2017年 - Avnetからテクノロジーソリューション事業を買収。
- 2020年 - 米投資ファンドのApolloによって買収される。シンガポールが拠点のInnovix Distributionを買収。
- 2021年9月 – SYNNEXと合併。TD SYNNEXとなる。

### 米SYNNEXの創業者
米シネックス社の創業者はロバート・ファン（Robert T. Huang、1945年 - ）という人物である。台湾に生まれ、1961年に来日し、九州大学工学部を卒業後に渡米。アドバンスト・マイクロ・デバイセズ（AMD）社を経て、1980年にシネックス社の前身・COMPAC Microelectronics社を創業した。
出身校である九州大学には彼の名を冠した「ロバート・ファン/アントレプレナーシップ・センター」（Robert T. Huang Entrepreneurship Center of Kyushu University、QREC）が設置されている。1996年4月に活動を開始したベンチャー・ビジネス・ラボラトリーを前身とするもので、ロバート・ファンからの九州大学百周年記念寄付金を基に、2010年12月1日に設立された。